# 타임테이블 (드라마)
《타임테이블》은 2024년 8월 공개된 웹드라마이다.

## 등장인물
- 강유찬 - 홍연 역
- 정미미 - 정주 역

## 기타
- 강유찬의 전역 후 첫 연기 복귀작이다.